# هفت سویی
هفت سویی روستایی در دهستان اشتین بخش بالا ولایت شهرستان باخرز استان خراسان رضوی ایران است.

## جمعیت
بر پایه سرشماری عمومی نفوس و مسکن در سال ۱۳۹۵ جمعیت این مکان ۳۲۰ نفر (۹۱خانوار) بوده‌است.